# Stalag XVII-A
Le stalag XVII-A était un camp de prisonniers situé à Kaisersteinbruch (de), en Autriche, pendant la Seconde Guerre mondiale.

## Contexte historique
Les stalags XVII dépendaient du Wehrkreis XVII, le 17e district militaire allemand, dont le siège était à Vienne. 
L'acteur français Bernard Blier y sera interné.